# Wanda Group
Wanda Group ou Dalian Wanda (Chinês: 大连万达) é um conglomerado multimídia chinês que hoje opera empreendimentos imobiliários, redes de lojas, hotéis de luxo e a maior cadeia de cinemas do mundo — criada a partir da aquisição da gigante americana AMC Theaters, por 2,6 bilhões de dólares, em 2012. A empresa possui 6% de todas as telas de filmes comerciais na China, e cerca de 13% nos Estados Unidos.
O grupo é um dos principais patrocinadores da FIFA e da Copa do Mundo FIFA de Futebol em 2022, no Qatar. 